# Sorin-Constantin Lazăr
Sorin-Constantin Lazăr (n. 11 iunie 1966, Strunga, Iași) este un politician român, senator în Parlamentul României în mandatele 2008-2012 și 2012-2016 din partea PSD Iași.

## Controverse
Pe 15 aprilie 2014 a condamnat la șase luni de închisoare pentru conflict de interese, după ce și-a angajat fiul la cabinetul parlamentar.
Sentința nu este definitivă.
Pe 19 decembrie 2014 Sorin Constantin Lazăr a fost trimis în judecată de procurorii Direcției Naționale Anticorupție pentru trei infracțiuni de abuz în serviciu în formă continuată. Pe 10 octombrie 2016 Înalta Curte de Casație și Justiție l-a condamnat definitiv pe Sorin Lazăr la un an de închisoare cu suspendare în acest dosar.